# Округ Ватанвон (Минесота)
Ватанвон (енгл. Watonwan County) је округ у америчкој савезној држави Минесота.

## Демографија
По попису из 2010. године број становника је 11.211, што је 665 (-5,6%) становника мање него 2000. године.
| Група             | 2000.         | 2010.         |
| Белци             | 9.848 (82,9%) | 8.632 (77,0%) |
| Афроамериканци    | 44 (0,4%)     | 82 (0,7%)     |
| Азијати           | 103 (0,9%)    | 89 (0,8%)     |
| Хиспаноамериканци | 1.804 (15,2%) | 2.338 (20,9%) |
| Укупно            | 11.876        | 11.211        |